# Paracyathus cavatus
Paracyathus cavatus är en korallart som beskrevs av Alcock 1893. Paracyathus cavatus ingår i släktet Paracyathus och familjen Caryophylliidae.
Artens utbredningsområde är Indiska oceanen. Inga underarter finns listade i Catalogue of Life.